# آني فرانس
آني فرانس (بالفرنسية: Annie France)‏ هي ممثلة فرنسية، ولدت في 16 فبراير 1915 في باريس في فرنسا، وتوفيت في 21 يوليو 2012 في سويسرا.

## وصلات خارجية
- آني فرانس على موقع IMDb (الإنجليزية)
- آني فرانس على موقع ألو سيني (الفرنسية)
- آني فرانس على موقع قاعدة بيانات الفيلم (الإنجليزية)
- آني فرانس على موقع كينوبويسك (الروسية)